# Andreas Hofer
Andreas Hofer (ur. 22 listopada 1767 k. San Leonardo in Passiria, zm. 20 lutego 1810 w Mantui) – tyrolski bohater narodowy, przywódca powstania przeciwko Francuzom i Bawarczykom w czasie wojen napoleońskich. Z zawodu był właścicielem gospody i handlarzem bydła.

## Życiorys

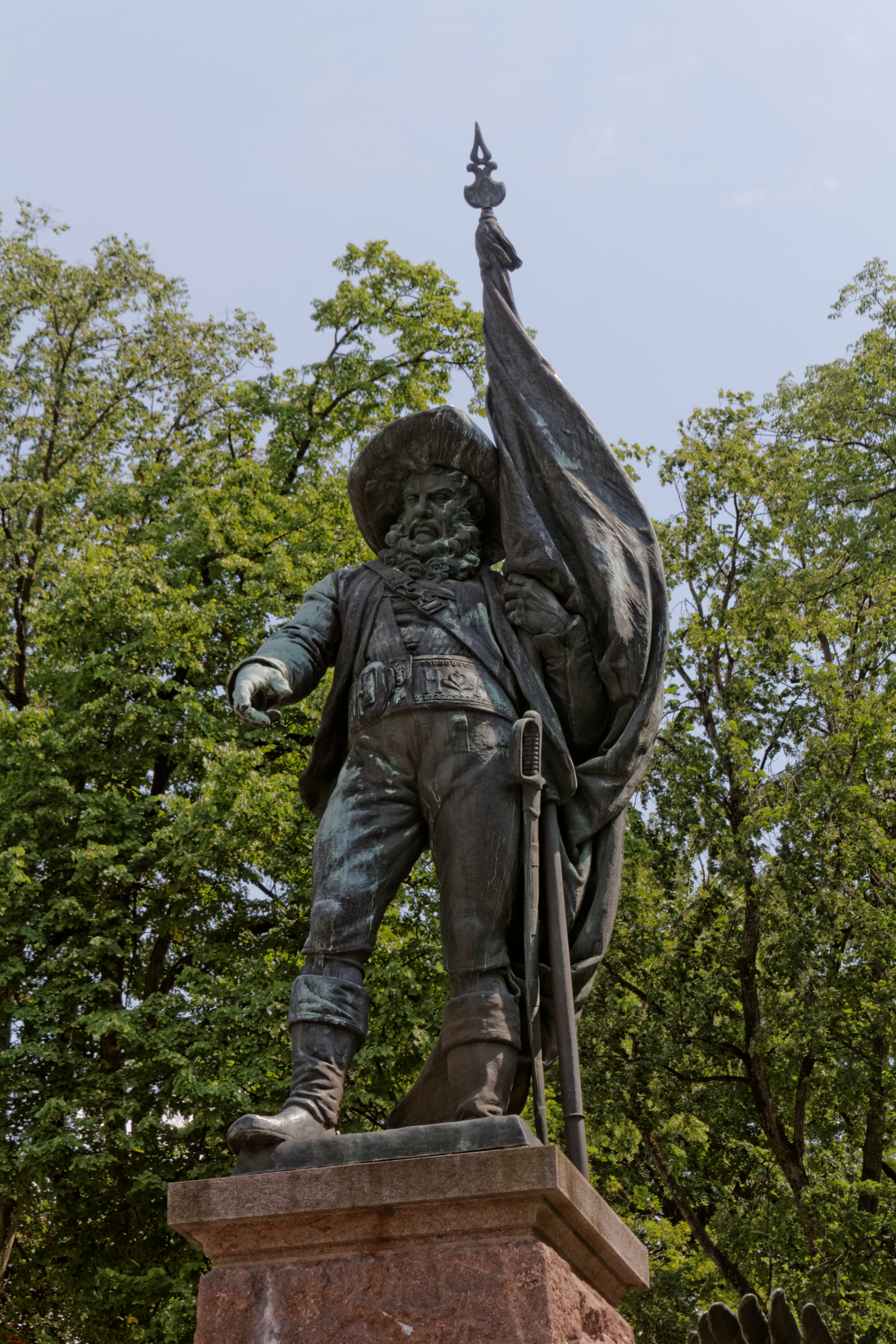
Pomnik Andreasa Hofera w Bergisel (Innsbruck)

Po klęsce Austrii w wojnie Napoleona z III koalicją i pokoju w Preszburgu, Tyrol od lat 1805–1806 znalazł się pod władzą Bawarii. Władze bawarskie zaczęły wprowadzać w Tyrolu swoje nowe porządki, szereg reform w duchu XVIII-wiecznego absolutyzmu oświeconego połączonego z XIX-wiecznymi liberalnymi wzorcami francuskimi. Nie respektowano tym samym autonomii Tyrolu, konserwatyzmu Tyrolczyków i ingerowano w życie religijne, sięgając do wzorców józefinizmu. Taka polityka budziła silną niechęć kleru i ludu.
Przymusowy pobór rekruta do armii bawarskiej doprowadził do wybuchu powstania, które rozpoczęło się 9 kwietnia 1809 w Innsbrucku. Na czele ruchu antybawarskiego stanął Andreas Hofer. Już 11 kwietnia mógł wystąpić zbrojnie przeciwko Bawarczykom pod Sterzing (Vipiteno). 12 kwietnia doszło do pierwszej bitwy pod Bergisel i dwa dni później Tyrolczycy mogli wejść do Innsbrucku. Jednakże bawarskie i francuskie wojska usiłowały odzyskać kontrolę nad tą częścią Tyrolu i odbić Innsbruck. Po krwawej bitwie pod Wörgl 13 maja, doszło w dniach 25 i 29 maja do drugiej bitwy pod Bergisel. Wówczas podpisano rozejm w Znojmie, a Tyrol został opanowany przez wojska napoleońskie. Walki rozgorzały na nowo, gdy 13 sierpnia 15 tys. bawarskich, saskich i francuskich żołnierzy pod wodzą marszałka Lefebvre’a stanęło do walki przeciwko Tyrolczykom kierowanym przez Andreasa Hofera.
Tyrolczykom udało się wypędzić Bawarczyków i zmusić do odwrotu marszałka Lefebvre’a. Natomiast Andreas Hofer objął naczelne dowództwo nad wojskami tyrolskimi oraz zarząd cywilny kraju.
Pokój w Schönbrunnie, którego nie przyjęto w Tyrolu, został uznany przez Tyrolczyków za zdradę ich interesów przez cesarza Austrii Franciszka I i pchnął Hofera do wznowienia wojny przeciwko Francuzom. Powstanie zakończyło się 1 listopada 1809 r. klęską w trzeciej bitwie pod Bergisel. Kolejne wezwanie do walki z 11 listopada nie wzbudziło entuzjazmu wśród ludności. Hofer musiał uciekać, został jednak zdradzony i 28 stycznia 1810 r. wzięty do niewoli. Przewieziono go do Mantui, gdzie po rozprawie sądu wojennego został rozstrzelany 20 lutego 1810 r. na specjalny rozkaz Napoleona. Zaś pozostawienie Tyrolczyków ich własnemu losowi, wobec wcześniejszego ich zachęcania do powstania, stało się kompromitacją dla Austrii.
W 1823 r. szczątki Andreasa Hofera zostały sprowadzone z Mantui do Innsbrucka. Grób Hofera znajduje się w kościele dworskim (Hofkirche) w Innsbrucku. W 1834 r. ozdobiło go marmurowe mauzoleum. W 1893 r. w centrum parku w Bergisel ustawiony został brązowy pomnik bohatera.
Po śmierci Andreas Hofer został uznany za narodowego bohatera Tyrolczyków. Poświęcono mu wiele innych pomników, pieśni i utworów poetyckich. Postać Hofera budzi również emocje historyków i polityków, wykorzystujących powstańczą legendę.
Literatura niemieckojęzyczna:
- Magenschab Hans, „Andreas Hofer. Zwischen Napoleon und Kaiser Franz”, Graz und Regensburg 1994. („Andreas Hofer. Między Napoleonem a cesarzem Franciszkiem”).
- Paulin Karl, „Andreas Hofer und der Tiroler Freiheitskampf 1809 nach geschichtlichen Quellen”, Wiedeń 1996. („Andreas Hofer i tyrolska walka wyzwoleńcza 1809 według źródeł historycznych”).
- Sandbichler Bernhard, „Andreas Hofer 1809. Eine Geschichte von Treue und Verrat” Innsbruck 2002 („Andreas Hofer 1809. Historia wiary i zdrady”).
- Forcher Michael, „Der Freiheitskampf von 1809 unter Andreas Hofer”, Innsbruck 2008 („Wojna wyzwoleńcza 1809 r. pod wodzą Andreasa Hofera”).